# Werkgeversvereniging
Een werkgeversvereniging of werkgeversorganisatie is een organisatie die doet aan belangenbehartiging voor en dienstverlening aan de aangesloten werkgevers. Werkgeversorganisaties zijn particuliere belangenverenigingen en maken dus geen onderdeel uit van de overheid. Wel zijn sommige werkgeversorganisaties vertegenwoordigd in landelijke overlegorganen, waar ook de overheid aan deel neemt.
Een veel voorkomende activiteit van werkgeversorganisaties is het voeren van cao-onderhandelingen (een cao is een collectieve arbeidsovereenkomst) met werknemers. Maar niet alle werkgeversorganisaties doen dit.

## Nederland
Nederland kent een aantal koepelorganisaties die de belangen van werkgevers behartigen. De belangrijkste ondernemersorganisatie is VNO-NCW. Andere werkgeverscentrales zijn AWVN (koepel voor ca. 80 branches en 900 individuele werkgevers), MKB-Nederland (voor het midden- en kleinbedrijf), UNETO-VNI (voor installatiebranche en technische detailhandel) en LTO Nederland (voor de land- en tuinbouw). Werkgeversorganisaties zijn vertegenwoordigd in de Stichting van de Arbeid, de Sociaal-Economische Raad en in tal van andere organen.
Ook kent Nederland een diversiteit aan regionaal georganiseerde werkgeversorganisaties. Deze organisaties zetten zich in voor een specifieke sector of groep van ondernemers in een specifieke regio.

## Vlaanderen
In Vlaanderen worden op intersectoraal niveau vier werkgeversorganisaties erkend: Voka, de Unie van Zelfstandige Ondernemers (UNIZO), de Vereniging voor Social Profit Ondernemingen (Verso) en Boerenbond. Deze werkgeversorganisaties zetelen samen met de drie grote vakbonden in de Sociaal-Economische Raad van Vlaanderen (SERV) en sluiten als sociale partners akkoorden met de Vlaamse overheid binnen het Vlaams Economisch Sociaal Overlegcomité VESOC.
Daarnaast kent Vlaanderen tal van sectorale werkgeversorganisaties, zoals Embuild (sinds 2022 nieuwe naam van de Confederatie Bouw) en Zorgnet-Icuro.
KBO · UNIZO · VBO · Voka (VEV) · ETION · VKW Limburg · WKW
AWVN · Bouwend Nederland · LTO Nederland · MBO Raad · MKB-Nederland · NFU · NRTO · Techniek Nederland · Transport en Logistiek Nederland · Vereniging Hogescholen · 
VNO-NCW · VO-raad · Universiteiten van Nederland · WENB